# Соколова Галина Михайлівна
Соколо́ва Гали́на Миха́йлівна (1940—1997) — радянська і російська актриса театру і кіно, режисер. Заслужена артистка Росії.
Народ. 1940 р. Померла 1997 р. Закінчила Школу-студію МХАТу (1961). Працювала у театрі «Современник».
Знялася більш ніж в двадцяти картинах і телеспектаклях, зокрема, в українських фільмах «Місяць травень» (1965, Валя Донченко) та «Мільйон у шлюбному кошику» (1985, Матільда).

## Фільмографія
1. 1963 — Якщо ти маєш рацію ... — Катя Соколова, диспетчер бюро ремонту
2. 1965 — Місяць травень
3. 1965 — Будується міст — Віра
4. 1967 — Бабине царство — Химка
5. 1974 — Домбі і син (телеспектакль)
6. 1976 — 12 стільців
7. 1985 — Страховий агент
8. 1985 — Мільйон у шлюбному кошику — Матильда
9. 1987 — Більшовики (телеспектакль)
10. 1988 — Чоловік і дочка Тамари Олександрівни]
11. 1989 — Софія Петрівна
12. 1991 — Блукаючі зірки